# Institut for Byggeri, By og Miljø
Institut for Byggeri, By og Miljø (pseudonym BUILD) på Aalborg Universitet er Danmarks største institut for bygge- og anlægsvirksomhed. Der udbydes uddannelser i både Aalborg, Esbjerg og København.
Instituttet tager udgangspunkt i ingeniørvidenskaben, men har også elementer fra samfundsvidenskab og humaniora. Der udbydes en række forskellige uddannelser indenfor bachelorer, kandidater, civil- og diplomingeniører. Endvidere er der mulighed for efter- og masteruddannelser. Instituttet ledes af en Institutleder.

## Uddannelser
| - Bachelor og diplomingeniør - Byggeri og Anlæg - Geografi - Civilingeniør (Cand.polyt.) - Byggeledelse - Indoor Environmental and Energy Engineering - Structural and Civil Engineering - Veje og trafik - Water and Environmental Engineering - Structural Design and Analysis | - Cand.tech. - Building Energy Design - Byggeledelse og Bygningsinformatik - Risk and Safety Management - Ledelse og Informatik i Byggeriet - Cand.scient. - Geography - Cand.soc. - By, Bolig og Bosætning |

## Ekstern henvisning
- Instituttets hjemmeside